# Frans Sammut
Frans Sammut (19 de noviembre de 1945 – 4 de mayo de 2011) fue un novelista y ensayista maltés.

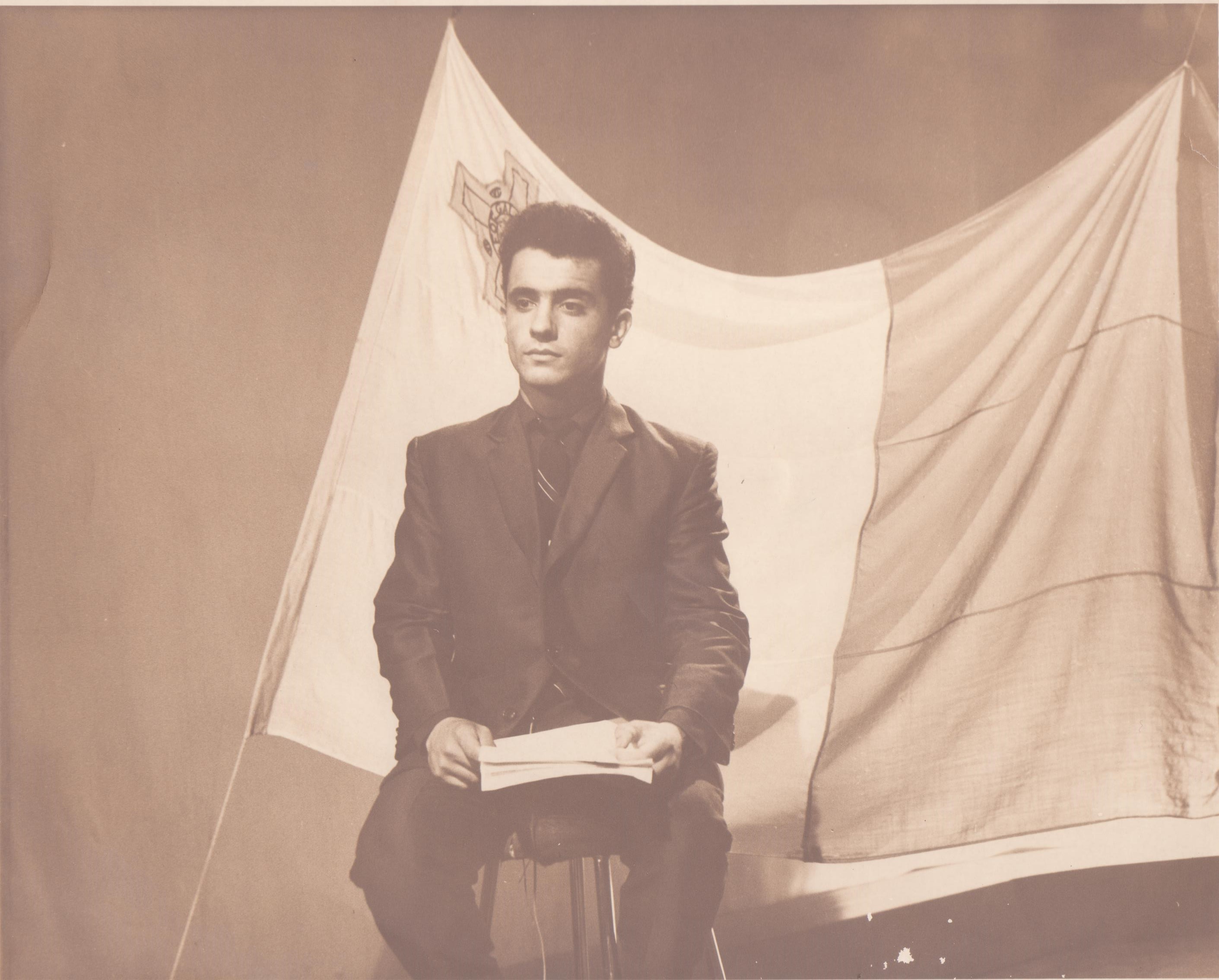
Malta's Modern National Author, Frans Sammut, and the Maltese Flag - late 1960s/early 1970s

## Biografía

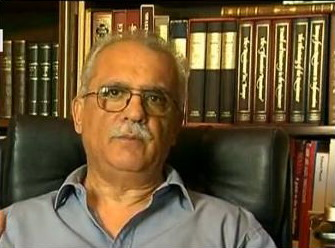
Frans Sammut en 2010.

Frans Sammut nació en Ħaż-Żebbuġ, Malta. Cursó sus estudios en la escuela primaria de Żebbuġ, en el St. Aloysius' College, en el St. Michael's Teacher Training College, en la Universidad de Malta (BA, S.Th.Dip., M. Ed), y en la Universidad para Extranjeros de Perugia.
Frans Sammut obtuvo su primer reconocimiento a finales de los años 60, cuando ayudó a fundar el Moviment Qawmien Letterarju (Movimiento de Renacimiento Literario). Posteriormente ocupó el cargo de Secretario de la Akkademja tal-Malti (Academia de la Lengua maltesa).
Si bien entre 1996 y 1998 fue consejero de cultura del primer ministro de Malta, terminó su carrera como director de escuela superior. Estuvo casado con Catalina Cachia con la que tuvo dos hijos, Mark y Jean-Pierre.
En 2010, fue elegido miembro de la Sociedad Napoleónica Internacional.

## Obras
Publicó numerosas obras, entre ellas el best seller Il-Gaġġa (La Jaula), en 1971, que inspiró la película de ese mismo año, dirigida por Mario Philip Azzopardi, Samuraj, que ganó el Premio Rothmans, y Il-Ħolma Maltija (El sueño malté), obra sobre la que el crítico literario Norbert Ellul-Vincenti escribió: "Nunca hasta ahora había alcanzado la literatura maltesa semejante altura". El dramaturgo Alfred Sant (Primer Ministro de Malta desde 1996 hasta 1998) la consideró la obra maestra de Sammut", y la escritora y poetisa británica Marjorie Boulton la calificó de "obra monumental".
En 1991 Sammut publicó Paceville que obtuvo la Medalla del gobierno para la Literatura.
También ha publicado series de relatos: Labirint (Laberinto), Newbiet (Estaciones) y Ħrejjef Żminijietna (Cuentos de nuestro tiempo).
Su obra como ensayista incluye Ir-Rivoluzzjoni Franciza: il-Grajja u t-Tifsira (La Revolución Francesa: historia y significado), Bonaparti f'Malta (Bonaparte en Malta), traducido al francés en 2008 bajo el título de Bonaparte à Malte, así como On The Da Vinci Code (2006), un comentario bilingüe (inglés y maltés) al best seller internacional. También supervisó la publicación del Lexicon de Mikiel Anton Vassalli († 1829), el padre de la lengua maltesa. En 2006 supervisó la traducción al maltés de Motti, Aforismi e Proverbii Maltesi de Vassalli (Għajdun il-Għaqal, Kliem il-Għerf u Qwiel Maltin). En 2007, la traducción al esperanto (La Malta Revo) de su Il-Ħolma Maltija representó a Malta en la colección de clásicos publicados en esperanto por la Mondial Books de Nueva York. En 2008 Il-Gaġġa alcanzó la quinta edición. En 2009 Sammut presentó su revolucionaria interpretación del poema de Pietro Caxaro Xidew il-qada (Il-Kantilena), el documento más antiguo escrito en maltés.
Sammut tradujo al maltés importantes obras dramáticas: Phédre, de Racine (Fedra) (1978) y Los bajos fondos de Máximo Gorki, ambas representadas en el Teatro Manoel, de La Valeta, bajo la dirección del poeta Mario Azzopardi.
El ex Rector de la Universidad de Malta, el eminente profesor de filosofía e intelectual maltés Peter Serracino Inglott, escribió sobre Frans Sammut:
El genio de Sammut radica en su habilidad de bufón volteriano para transformar un personaje histórico en una especie de portador de una máscara carnavalesca de ironía exagerada. Como si fuera su cómplice, el lector se ve obligado a mirar de frente a personajes que, por lo general, gozan de absoluto respeto y, riéndose de sus dudas, de sus errores y de sus hipocresías, se divierte. El salto estilístico de la narrativa histórica a la ficción es tal vez el mayor desafío al que se enfrenta un traductor.
Las últimas palabras de Frans Sammut fueron: "Mi esposa y yo debíamos haber ido a Jerusalén, pero parece que ha habido un cambio de planes. Ahora estoy a punto de dirigirme a la Jerusalén celestial".
Serracino Inglott comentó así estas palabras: "Se dio cuenta entonces de que quizá la risa y las lágrimas son intercambiables".

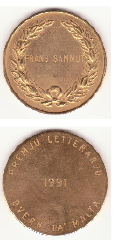
Government of Malta Literary Prize given to Frans Sammut in 1991 for the novel Paceville

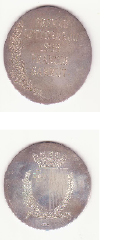
Government of Malta Literary Prize given to Frans Sammut in 1995 for Il-Ħolma Maltija

## Lista de obras

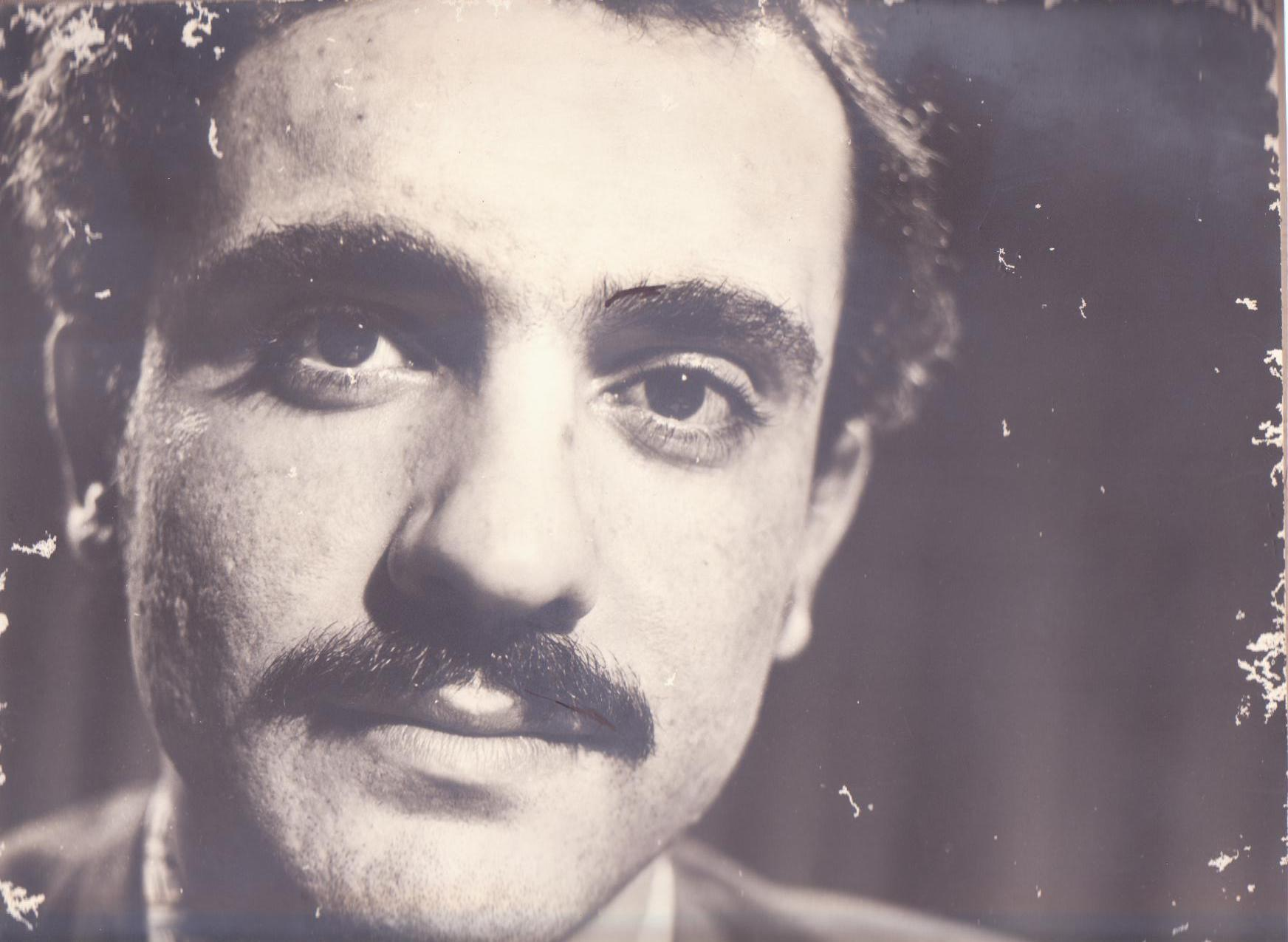
Frans Sammut hacia 1970

- Labirint u Stejjer Oħra [Laberinto y otros relatos] (cuentos) 1968
- Il-Gaġġa [La Jaula] 5.ª edición (novela) 1971 – Mario Philip Azzopardi la llevó al cine con el título de Gaġġa [Jaula] 1971
- Logħba Bejn Erbgħa [Un juego entre cuatro] (relato largo) 1972
- Samuraj [Samurai] 3.ª edición (novela) 1975
- Kristu fil-Poeżija Maltija 1913-1973 [Cristo en la poesía maltesa 1913-1973] (tesis doctoral no publicada, Universidad de Estudios de Malta) 1977
- Fedra [traducción de Phèdre de Racine] 1978
- Il-Qtil fi Sqaq il-Ħorr [Asesinato en el callejón del honesto] (relato largo) 1979
- Il-Proċess Vassalli [El proceso Vassalli] (teatro) 1980
- Il-Mixja tal-Ħaddiem lejn il-Ħelsien [El camino del trabajador hacia la libertad] (análisis político) 1982
- Ir-Rivoluzzjoni Franċiża: il-Ġrajja u t-Tifsira [La Revolución francesa: historia y significado] (historiografía) 1989
- Paceville (novela) 1991
- Letteratura (Literatura) (crítica literaria) 1992
- Il-Ħakma ta' Monroj [La dominación de Monroy] (ópera popular, el libreto) 1993
- Il-Ħolma Maltija [El sueño maltés] (novela) 1994, 2012,[12] traducido al esperanto: La Malta Revo, editado en Nueva York, 2007
- Mannarinu! (ópera popular, el libreto) 1994
- L-Atti tal-Appostli [Los hechos de los apóstoles] (ópera popular, el libreto) 1995
- Bonaparti f’Malta [Bonaparte en Malta](historiografía) 1998, traducido al francés: Bonaparte à Malte, 2008
- Newbiet [Estaciones] (relatos) 1998
- Ħrejjef Żminijietna [Cuentos de nuestro tiempo] (relatos) 2000
- Dun Ġorġ: Il-Bniedem tal-Poplu [Padre Giorgio: el hombre del pueblo] (historiografía y hagiografía) 2001
- Ġrajjet Ħaż-Żebbuġ [La historia de Ħaż-Żebbuġ] (historiografía) (traducción del original del Padre Salvatore Ciappara) 2001
- Lexicon (de Michelantonio Vassalli) 2002
- Għala Le għall-UE [Por qué No a la UE] (análisis político) 2003
- Ħarsa mill-qrib lejn ħajjet San Filep u l-Kult tiegħu [Una mirada de cerca a la vida de San Felipe y a su culto] (historiografía y hagiografía) 2004
- On The Da Vinci Code/Dwar The Da Vinci Code [Sobre el Código Da Vinci] (crítica literaria) 2006
- Għajdun il-Għaqal, Kliem il-Għerf u Qwiel Maltin [Refranes, aforismos y proverbios malteses] (traducción del original de Michelantonio Vassalli) 2006
- I Giovanniti: La Storia dei Cavalieri di Malta [The History of the Knights of Malta] (historiografía) 2006 (2015) (Bonfirraro Editore, Italia)[13]
- Alfred Sant: Il-Viżjoni għall-Bidla [Alfred Sant: La visión del cambio[14]] (análisis político) 2008
- Introducción al Piccolo Dizionario del Barón Vincenzo Azopardi, en la que propone su interpretación del poema Cantilena de Pietro Caxaro (crítica literaria, lingüística) 2009